# Dypsis saintelucei
Espèce
Statut de conservation UICN

 EN B2ab(ii,iii); C2a(i) : En danger
Dypsis saintelucei est une espèce de plantes de la famille des Arecaceae.

## Publication originale
- Palms of Madagascar 178–180. 1995.